# 60-й окремий спеціальний батальйон (Україна)
60-й окремий спеціальний батальйон UNPROFOR (60ОСБ) - військове з'єднання Збройних Сил України у місії ООН UNPROFOR 

## Підстави для створення
- постанова Верховної Ради України від 19.11.1993 № 3626-ХІІ

## Історія
19 листопада 1993 року Верховна Рада України прийняла постанову про збільшення чисельності контингенту Збройних Сил України в миротворчих силах ООН на території колишньої Югославії. Відповідно до цього рішення почалося формування й підготовка 60-го окремого спеціального батальйону
19 квітня 1994 року 60-й осб прибув до Сараєва. Батальйон був першим підрозділом, що, відповідно до розпорядження керівництва UNPROFOR, було уведено у заблокований мусульманський анклав у районі Горадже. 60-й осб із оперативною групою 240-го батальйону за підтримкою підрозділів ЗС Великої Британії, Франції, Норвегії, РФ і Єгипту ввійшов у зону активних бойових дій між сербськими й мусульманськими формуваннями. Присутність 60 осб призвела до зниження напруженості в районі й ослаблення бойових дій
У другій половині 1995 року було ухвалене рішення про припинення повноважень місії UNPROFOR. У вересні-грудні було скорочено та виведено частину українських миротворчих підрозділів, скорочена кількість штабних офіцерів у керівному апарату місії. Додому відправилися 60-й осб та 15-й окремий вертолітний загін , що також виконували завдання на території колишньої Югославії

## Дивись також
- Участь українських миротворців в Югославських війнах
- 240-й окремий спеціальний батальйон
- 15-й окремий вертолітний загін (Україна)
- 70-та окрема танкова рота (Україна)
- Механізовані війська України